# أوبرأورزل
اوبراورزل (بالألمانية: Oberursel (Taunus)) هي مدينة و بلدة ألمانية تقع في ألمانيا في هوختاونوسكرايس.

## المدن التوأمة
مدينة ابيني-سور-سين هي مدينة توأمة لـاوبراورزل.

## أعلام
- هلموت رتر
- روبرت ريتر